# Tungomålsgillet
Svenska Tungomålsgillet, med bland andra Jacob Faggot bland medlemmarna, var ett språkvårdssällskap verksamt på 1740-talet. 
Åtta personer, Jacob Faggot, Johan Helmich Roman, Lars Salvius, Gustaf Benzelstierna, Johan Göstaf Göstafsson Hallman, Johan Helin, Samuel Schultze och Alrik Åkerhielm. De skickade 1740 ett brev till Fredrik I där de anhöll om privilegier för sitt gille. Han hade reagerat mot bruket av främmande ord i svenskan, särskilt inom Vetenskapsakademien. Avsikten var att ge ut en svensk ordbok och en grammatik, samt att översätta vetenskapliga avhandlingar på främmande språk till svenska. Vetenskapsakadien tog mycket illa vid sig, och akademien fick aldrig några kungliga privilegier. Den verkar främst levat kvar en kort tid som en disskussionsklubb.
Arbetet med att främja svenska språkets utveckling fick tas om hand av Svenska Akademien. På 1980-talet fick Tungomålsgillet en modern efterföljare i form av Nya Tungomålsgillet.